# Élections municipales de 2008 dans l'Aisne
Les élections municipales françaises de 2008 ont eu lieu le 9 et 16 mars 2008. Le département de l'Aisne comptait 816 communes, dont 12 de plus de 3 500 habitants où les conseillers municipaux étaient élus selon un scrutin de liste avec représentation proportionnelle.

## Maires élus
Les maires élus à la suite des élections municipales dans les communes de plus de 3 500 habitants sont :
| Communes             | Population | Maire élu en 2001   | Parti | Parti | Maire élu           | Parti | Parti |
| -------------------- | ---------- | ------------------- | ----- | ----- | ------------------- | ----- | ----- |
| Saint-Quentin        | 56 843     | Pierre André        |       | UMP   | Pierre André        |       | UMP   |
| Soissons             | 28 523     | Édith Errasti       |       | UMP   | Patrick Day         |       | PS    |
| Laon                 | 26 175     | Antoine Lefèvre     |       | UMP   | Antoine Lefèvre     |       | UMP   |
| Château-Thierry      | 14 831     | Dominique Jourdain  |       | PS    | Jacques Krabal      |       | PRG   |
| Tergnier             | 14 458     | Jacques Desallangre |       | IDG   | Jacques Desallangre |       | IDG   |
| Chauny               | 12 146     | Marcel Lalonde      |       | DVD   | Marcel Lalonde      |       | DVD   |
| Villers-Cotterêts    | 10 168     | Renaud Bellière     |       | MoDem | Jean-Claude Pruski  |       | PS    |
| Hirson               | 9 393      | Jean-Jacques Thomas |       | PS    | Jean-Jacques Thomas |       | PS    |
| Bohain-en-Vermandois | 6 117      | Daniel Dormion      |       | PS    | Jean-Louis Bricout  |       | PS    |
| Gauchy               | 5 593      | Serge Monfourny     |       | IDG   | Josette Henry       |       | IDG   |
| Guise                | 5 365      | Daniel Cuvelier     |       | PS    | Daniel Cuvelier     |       | PS    |
| Belleu               | 3 907      | Bernard Gregoire    |       | DVG   | Bernard Gregoire    |       | DVG   |
| Saint-Michel         | 3 907      | Paul Cherdon        |       | DVD   | Thierry Verdavaine  |       | DVG   |

### Résultats en nombre de maires
| Partis       | Partis                            | Maires sortants | Maires élus | Évolution     |
| ------------ | --------------------------------- | --------------- | ----------- | ------------- |
|              | Parti socialiste                  | 4               | 5           | 1             |
|              | Initiative démocratique de gauche | 2               | 2           | en stagnation |
|              | Divers gauche                     | 1               | 2           | 1             |
|              | Parti radical de gauche           | 0               | 1           | 1             |
| Total gauche | Total gauche                      | 7               | 10          | 3             |
|              | Union pour un mouvement populaire | 3               | 2           | 1             |
|              | Divers droite                     | 2               | 1           | 1             |
|              | Mouvement démocrate               | 1               | 0           | 1             |
| Total droite | Total droite                      | 6               | 3           | 3             |
| Total        | Total                             | 13              | 13          | -             |

## Résultats dans les communes de plus de3 000 habitants

### Laon
- Maire sortant : Antoine Lefèvre (RPR), réélu.

|                 | Antoine Lefèvre*   | Continuons ensemble pour Laon (UMP) | 4 800  | 54,19  | 5,7 | 29 | 2 |
|                 | Dominique Pierre   | Laon vie de changer (PS-PCF)        | 2 913  | 32,89  | 8,0 | 6  | 1 |
|                 | Luc Simphal        | Pour que Laon vive                  | 408    | 4,61   | Nv  | 0  | 0 |
|                 | Jean-Loup Pernelle | Lutte ouvrière                      | 371    | 4,19   | 6,4 | 0  | 1 |
|                 | Myriam Lavoine     | Au mieux, pas pire                  | 366    | 4,13   | Nv  | 0  | 0 |
|                 |                    |                                     |        |        |     |    |   |
| Exprimés        | Exprimés           | Exprimés                            | 8 858  | 97,64  |     |    |   |
| Blancs et nuls  | Blancs et nuls     | Blancs et nuls                      | 214    | 2,36   |     |    |   |
| Total           | Total              | Total                               | 9 072  | 58,49  |     |    |   |
| Abstention      | Abstention         | Abstention                          | 6 439  | 41,51  |     |    |   |
| Inscrits        | Inscrits           | Inscrits                            | 15 511 | 100,00 |     |    |   |
| * maire sortant |                    |                                     |        |        |     |    |   |

### Saint-Quentin
- Maire sortant : Pierre André (UMP), réélu.

|                 | Pierre André       | Faisons gagner Saint-Quentin (UMP)                    | 11 836 | 60,80  | 10,1 | 36 |
|                 | Jean-Pierre Lançon | Unité de toute la gauche (PS – PCF - Les Verts - MDC) | 7 631  | 39,20  | 14,7 | 9  |
|                 |                    |                                                       |        |        |      |    |
| Exprimés        | Exprimés           | Exprimés                                              | 19 467 | 94,81  |      |    |
| Blancs et nuls  | Blancs et nuls     | Blancs et nuls                                        | 1 065  | 5,19   |      |    |
| Total           | Total              | Total                                                 | 20 532 | 58,10  |      |    |
| Abstention      | Abstention         | Abstention                                            | 14 808 | 41,90  |      |    |
| Inscrits        | Inscrits           | Inscrits                                              | 35 340 | 100,00 |      |    |
| * maire sortant |                    |                                                       |        |        |      |    |

### Soissons
- Mairesse sortante : Edith Errasti (UMP).
- Maire élu : Patrick Day (PS).

| Candidat        | Candidat                | Parti                            | Premier tour | Premier tour | Premier tour | Second tour | Second tour | Sièges |
| Candidat        | Candidat                | Parti                            | Voix         | %            | +/-          | Voix        | %           | Sièges |
| --------------- | ----------------------- | -------------------------------- | ------------ | ------------ | ------------ | ----------- | ----------- | ------ |
|                 | Patrick Day             | La gauche unie (PS-PCF)          | 3 132        | 33,26        | 1,7          | 5 496       | 56,85       | 28     |
|                 | Frédéric Alliot         | Soissons pour tous (DVG)         | 997          | 10,59        | Nv           | 5 496       | 56,85       | 28     |
|                 | Edith Errasti*          | Soissons avec vous (UMP)         | 3 101        | 32,93        | 18,2         | 4 172       | 43,15       | 7      |
|                 | Elie Fenianos           | Ensemble pour Soissons (UMPdiss) | 1 437        | 15,26        | Nv           | 4 172       | 43,15       | 7      |
|                 | Wallerand de Saint-Just | Soissons d'abord (FN)            | 749          | 7,95         | 2,5          |             |             |        |
|                 |                         |                                  |              |              |              |             |             |        |
| Exprimés        | Exprimés                | Exprimés                         | 9 416        | 97,03        |              | 9 668       | 96,17       |        |
| Blancs et nuls  | Blancs et nuls          | Blancs et nuls                   | 288          | 2,97         | 385          | 3,83        |             |        |
| Total           | Total                   | Total                            | 9 704        | 56,50        | -            | 10 053      | 58,53       |        |
| Abstention      | Abstention              | Abstention                       | 7 472        | 43,50        |              | 7 124       | 41,47       |        |
| Inscrits        | Inscrits                | Inscrits                         | 17 176       | 100,00       | 17 177       | 100,00      |             |        |
| * maire sortant |                         |                                  |              |              |              |             |             |        |